# Правительство Западной Армении в изгнании
Правительство Западной Армении в изгнании (тур. Batı Ermenistan Sürgün hükümeti, арм. Արևմտյան Հայաստանի վտարանդի կառավարություն, з.-арм. Արեւմտեան Հայաստանի վտարանդի կառավարութիւն) — Организация, требующая суверенитета над территорией Западной Армении, которую провозгласил Национальный совет армян Западной Армении. Заявление о создании правительства Западной Армении прочитал Филипп Сасун, 4 февраля 2011 г., Париж,  (на западно-арм. языке) Архивная копия от 5 августа 2021 на Wayback Machine

## История

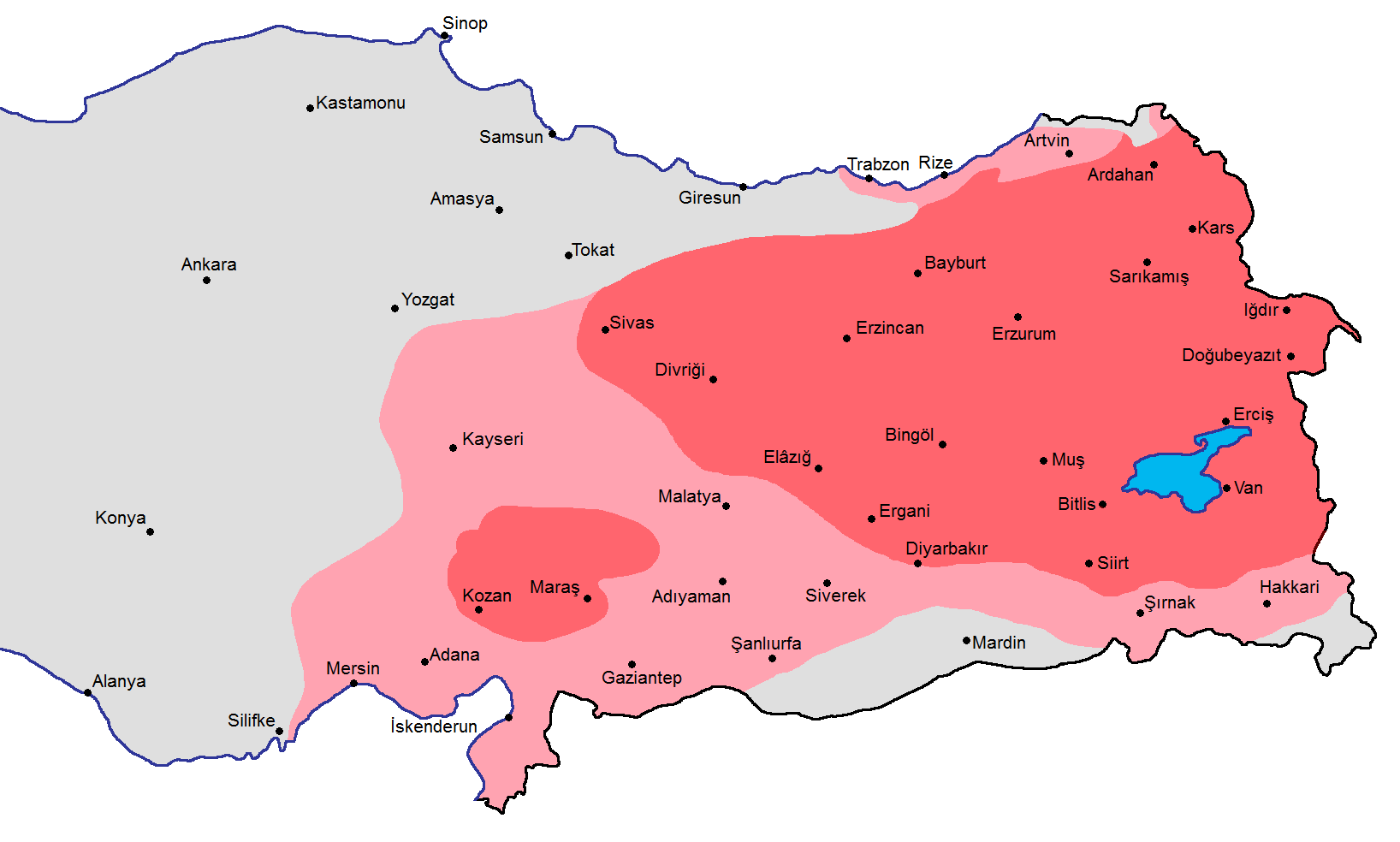
Поселение армян в начале XVII века на территории Западной Армении.

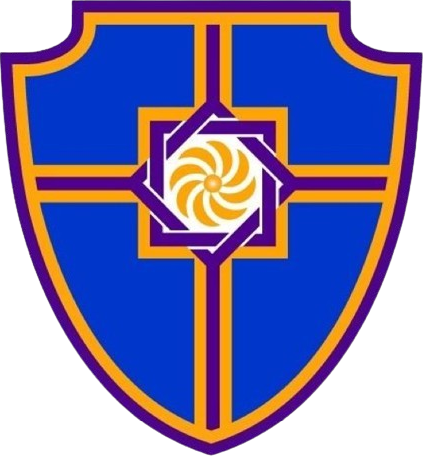
Герб Республики Западная Армения

### Истоки
Процесс восстановления армянских государственных атрибутов на территории Западной Армении был начат в Ване, Зейтуне в 1862 году, а в Муше в 1863 году. Для подавления устремлений армян Западной Армении правительство Османской империи стимулировало расселение мухаджиров-мигрантов в армянских вилайетах. Одновременное ухудшение положения армян в Османской империи привело к возникновению «армянского вопроса» как части восточного вопроса. Для улучшения своего положения армяне вынуждены были требовать автономию, безопасность и социальную реформу.
1880 год страны, подписавшие Берлинский трактат, направили ноту Порте и потребовали у Османской империи конкретных реформ, чтобы «обеспечить безопасность жизни и собственности армян». Однако султан отказался выполнять условия ноты, британский консул охарактеризовал принятые султаном меры как «превосходный фарс».
К 1914 году Россия добилась от османских властей серьёзных уступок в отношении Армении. На территориях османской  Армении были созданы военно-административные округа, всего 29 округов. 5 июня 1916 года Николай II утвердил «Временное положение по управлению областями Турции, занятыми по праву войны». Первым генерал-губернатором завоёванных областей стал генерал-лейтенант Николай Николаевич Пешков.
С 1915—1918 функционировала Администрация Западной Армении во главе с Арамом Манукяном с апреля 1915 по декабрь 1917, с декабря 1917 по март 1918 Фомой Назарбековым и с марта 1918 по апрель 1918 Андраником Озаняном.
В соответствии с подписанным в марте 1918 года в Брест-Литовске мирным договором между Россией и Четверным союзом, Карс, Ардаган и Батум переходят Османской империи. В апреле армянские части Андраника Озаняна вынуждены были уйти из Вана, 4 июня 1918 года был подписан Батумский договор между Османской империей и администрацией Армении. Под юрисдикцией администрации Армении оставалась лишь незначительная территория площадью в 12 000 км².
30 октября 1918 года Османская империя подписала Мудросское перемирие и вышла из войны. 11-я статья подписанного перемирия предусматривала эвакуацию турецких войск из Закавказья, оставшиеся войска Османской империи должны были быть удалены, «если союзники потребуют того при изучении положения на местах». 24-я статья утверждала, что «в случае беспорядков в одном из армянских вилайетов союзники сохраняют за собой право занять часть его» ,.
22 ноября 1920 года президент США Вудро Вильсон подписал и заверил государственной печатью США Арбитражное решение
о границе  Армении и  Турции. То есть с 22 ноября 1920 г. Арбитражное решение вступило в силу. С этого дня турецкие права и титул в отношении провинций Ван, Битлис, Эрзерум и Трапезунд, образующих часть бывшей Османской империи (в общей сложности 103 599 кв. км), отменялись и de jure признавались права и титул Республики Армения. Согласно данным Государственного Департамента США, в 1922 году 817 873 армян были беженцами из Западной Армении, временно размещёнными в лагерях для беженцев в странах Европы, Америки и Ближнего Востока.
19 марта 1945 года СССР денонсировал советско-турецкий договор от 25 декабря 1925 года, после чего начались неформальные консультации и переговоры о заключении нового договора. Нарком иностранных дел В. М. Молотов заявил о желании заключить новое соглашение. Новая граница СССР и Турции, с советской точки зрения, должна была примерно соответствовать границе Российской и Османской империй по состоянию на 1878 год. В 1943–1947 армяне, проживающие за рубежом, приняли идею «единства национальных сил». Все национальные советы руководствовались лозунгом «Армяне для армян».. В 1948 году тему Западной Армении на время закрыли.
К началу 1990 года тема Западной Армении вернулась в реальную политику. Один из лидеров Карабахского движения командующий «Армии Освобождения» Леонид Азгалдян (посмертно получивший звание «Герой Арцаха» и орден «Золотой Орёл», посмертно награждён «Боевым крестом Первой степени») в очередной раз выдвинул идею о формировании правительства Западной Армении в изгнании. Это стало предметом обсуждения только в начале 2000-х годов, когда в ряде стран, таких как Армения, Россия, Соединённые Штаты Америки, а также в Европе, группы и организации, стремились создать правительство Западной Армении в изгнании .

### Армения
После окончания Первой карабахской войны в 2004 году в Шуше  был основан Национальный совет армян Западной Армении, целью которого является признание Геноцида армян и обеспечение территориальной и моральной компенсации со стороны Турецкой Республики, а также репатриация армян в Западную Армению. С 2007 года Национальный совет армян Западной Армении возглавляет Арменак Абрамян. В Армении ПЗАВИ предстaвляют Армен Седракян, Тигран Пашабезян, Давид Алексанян.

### США
В 2005 году в США М. Сосикян основал Комитет обороны Западной Армении. С 2015 года ПЗАВИ в США представляет заместитель премьер-министра Ваге Месропян. В. Месропян черeз офис конгрессмена А. Шифа официально из государственного архива США получил заверенную и пронумерованную копию 59-го Арбитражного Решения президента США В. Вильсона от 22-го ноября 1920 года и. Национальное Собрание в США представляет А. Барсегян. 
В 2015 году в США был создан Высший Конституционный Арбитражный Совет и Академия Наук Западной Армении под председательством Сурика Казаряна. Структуры зарегистрированы в штаб-квартире ООН.

### Российская Федерация (РФ)
Над созданием проекта  правительства Западной Армении работал Микаелян, Карен Залибекович. В 1996 году выступил с инициативой о созыве Третьего съезда Западных армян — потомков армян, бывших граждан Османской империи, с целью учреждения их полномочного представительного органа в изгнании. В 1997 году был избран Исполнительным директором учрежденного в Париже Международного организационного комитета по подготовке и проведению Третьего съезда Западных армян .К. Микаелян является  сопредседателем общественной организации Землячество Западных Армян Москвы, учрежденной в 2007 году. В 2011 году 10-11 декабря на Третьем съезде Западных армян в Севре (Париж) был учрежден их полномочный представительный орган — Национальный Конгресс Западных Армян (НКЗА), Карен Микаелян был избран заместителем председателя НКЗА. В 2016 году главой Национального  Конгресса Западных Армян стал генерал Норат Тер-Григорянц РФ.
В России идею Западной Армении в основном распространяла газета Юсисапайл, газета разместила статью Новейшая Хронология вопроса Западной Армении в России Архивная копия от 11 апреля 2021 на Wayback Machine. Агентство Regnum  пишет ,« В редакцию газеты армян России "Еркрамас" поступила Декларация Национального совета армян Западной Армении, в которой говорится о начале формирования Правительства Западной Армении в изгнании. Приводим размещенный в газете текст Декларации полностью»..

## Учреждение
Национальный совет Западной Армении в лице инициатора А. С. Мкртчяна (Германия) при участии А. Абрамяна (Франция), К. П. Айрапетяна (Германия), Филип Сасуна (Франция), А. Арутюняна (Дания), С. Киримиджяна (США), Д. Балян (Россия), В․Казаросян (Франция), Л. Петросян (Грузия), М. Шахбазян (Франция) создал комиссию по формированию правительства Западной Армении в  изгнании.
Наконец, 4 февраля 2011 года Национальный совет объявил о формировании правительства Западной Армении в изгнании . Действующее с этого момента правительство приняло Конституцию Западной Армении, автор Сурик Казарян, состав Конституционного Совета: председатель Сурик Казарян, члены Е. Манарян, Г. Маргарян, А. Хачикян, А. Манасян, флаг, герб и гимн Западной Армении․ Автор музыки гимна — композитор Нубар Асланян, Израиль. Слова гимна «Андастан» написал поэт из Западной Армении Даниэл Варужан.

## Правительство и работа
Статут правительства в изгнании. "Правительство в изгнании (сокращенно GiE) — это политическая группа, которая стремится быть законным правительством страны или полусуверенного государства. В этой ситуации правительство не может осуществлять законные полномочия, а вместо этого действует на территории другого государства.
С 4 февраля 2011 года высшим юридическим, политическим и административным органом армян западной Армении является  Правительство Западной Армении в изгнании, премьер-министром является А.Мкртчян. Законодательные органы  Национальное Собрание Западной Армении, председатель Т.Багратуни и Национального Совета   Западной  Армении, президент А. Абраамян. Правительство в изгнании имеет Конституцию,  Высший Конституционный  и Арбитражный Суд, Академию наук. Правительство планирует вернуться на родину и восстановить официальную власть.
Приглaшение президента Национального Совета   Западной  Армении в ЮНЕСКО (на франц.языке) ,
репортаж о деятельности руководителей Западной Армении (на франц.языке)
,
обращение ПЗАВИ к G20 ( на арм.языке) ,
у ПЗАВИ есть требования ( на арм.языке).
17 декабря 2015 г. Правительство Западной Армении подало иск в Конституционный Суд Российской Федерации  о денонсации российско-турецких договоров. Конституционный Суд РФ отклонил судебный иск.
Заместитель премьер-министра ПЗАВИ подписывает  соглашение в Ереване ( на арм.языке) , выступление в ЮНЕСКО (на франц.языке)
, выступление премьер-министра ПЗАВИ на учредительном съезде  партии "ОБЪЕДИНЕННАЯ АРМЕНИЯ" апрель, 2021 года Ереван премьер-министра ПЗАВИ на учредительном съезде  партии "ОБЪЕДИНЕННАЯ АРМЕНИЯ ( на арм.языке).
21 апреля 2021 года Правительство  Западной Армении и Всеармянский  Сенат подали иск против Республики  Армения Архивная копия от 12 июля 2021 на Wayback Machine( на арм.языке)с требованием принятия Акта о независимости Республики  Армения, опубликованного 28 мая 1919 года, и восстановить 12 мандатов армян западной  Армении в Парламенте РА ( на арм.языке). КС РА предложил обратиться  в суд общей юрисдикции первой инстанции.
обширная информация на портале «Pressenza» ,автор « Mar del Plata», Origen de la actual República de Armenia Occidental Архивная копия от 11 августа 2021 на Wayback Machine( на исп.языке)